# Eric Evans
Eric Evans (nacido el 28 de diciembre de 1966) es un actor de cine pornográfico gay estadounidense. Conocido como un oso en la comunidad gay, Él ha hecho de cuero y películas bareback. Antes de entrar en la industria del cine para adultos que era un habitual en American Bandstand from 1985-1987.

## Premios
| Año  | Premio                  | Categoría               |
| ---- | ----------------------- | ----------------------- |
| 1998 | Zeus Studios            | Zeus Hombre del Año     |
| 1999 | Hombres en Video Awards | Hottest Body duro       |
| 2004 | Raging Stallion         | Premio a la Trayectoria |